# Lucio Cornelio Léntulo Caudino (cónsul 275 a. C.)
Lucio Cornelio Léntulo Caudino  fue un político y militar romano del siglo III a. C. perteneciente a la gens Cornelia.

## Familia
Léntulo Caudino fue miembro de los Cornelios Léntulos, una familia patricia de la gens Cornelia. Fue padre de Lucio Cornelio Léntulo Caudino y Publio Cornelio Léntulo Caudino.

## Carrera pública
Obtuvo el consulado en el año 275 a. C. y celebró un triunfo sobre los samnitas y lucanos.